# Бєляєв Павло Федорович
Павло Федорович Бєляєв (нар. 1929, Владимир) — діяч радянських спецслужб, полковник. Доктор фізико-математичних наук, професор, дійсний член Академії криптографії. 

## Біографія
Народився 1929 року у Володимирі, закінчив Московський педагогічний інститут ім. В. І. Леніна і в 1950 році був прийнятий у Вищу школу криптографів ГУСБ.
1951 року з другого курсу ВШК був направлений до аспірантури та закінчив її в 1954 році. Захистив дисертацію на здобуття наукового ступеня кандидата фізико-математичних наук. Працював у 8-му Головному Управлінні КДБ, потім обіймав посади начальника відділу та наукового консультанта Управління. 
Лауреат Державної премії СРСР (1974). Автор більше 50 наукових праць і навчальних посібників. Нагороджений орденом Червоної Зірки, орденом «За заслуги перед Вітчизною» 2 ступеня і багатьма медалями.